# Georg Richter (Schauspieler)
Georg Alexander Richter bzw. Georg Lüddeckens Alexander Richter (* 27. Dezember 1915 in Berlin; † 10. Mai 1972 in Oslo) war ein deutsch-norwegischer Schauspieler.

## Werdegang
Richter wuchs in seiner Jugend in Deutschland auf und ging 1931 zusammen mit seiner Mutter, der norwegischen Schauspielerin Aud Egede-Nissen, nach dem Ende der Stummfilmzeit, nach Norwegen. Er begann dort eine Schauspielausbildung und debütierte 1938 zunächst als Theaterschauspieler am Søilen Teater in Oslo. Danach ging er an das Det Norske Teatret, Riksteatret, Folketeatret und Den Nationale Scene, wo er auch mehrere Hauptrollen spielte. 1939 bekam er seine erste Filmrolle in der Hauptperson des Waisenjungen Albert in dem norwegischen Film De vergeløse und 1940 spielte er in dem Film Tante Pose mit. Zu Beginn des Krieges gegen Norwegen im Zweiten Weltkrieg trat er trotz seiner deutschen Abstammung in die norwegische Armee ein und ging nach der norwegischen Kapitulation in das neutrale Schweden. Nach der deutschen Kapitulation ging er wieder zurück nach Norwegen und setzte dort seine Filmschauspielkarriere fort. Richter wirkte fortan in vielen bekannten norwegischen Filmen mit, so in dem Film Dødes tjern von 1958 und trat in zwei Filmen der norwegischen Olsenbande (1969 und 1970), als Polizeichef zusammen mit Sverre Wilberg auf, der dort als Polizeikommissar Hermansens auftrat. Richter starb am 10. Mai 1972 im Alter von 56 Jahren.

## Familie
Richter war der Sohn der norwegischen Schauspielerin Aud Egede-Nissen (1893–1974) – später auch als Aud Richter bekannt – und des deutschen Schauspielers und Regisseur Georg Alexander (1888–1945). Er nahm den Namen seines Stiefvaters, des Schauspielers Paul Richter, zweiter Ehemann seiner Mutter, an. Des Weiteren war er der Enkel des deutschen Schauspielers Georg Lüddeckens.

## Filmografie
- 1939: De vergeløse
- 1940: Tante Pose
- 1946: Så møtes vi i morgen
- 1946: Et spøkelse forelsker seg
- 1951: Alt dette og Island med
- 1951: Kvinnan bakom allt
- 1958: De dødes tjern
- 1958: In so einer Nacht (I slik en natt)
- 1959: Hete septemberdager
- 1966: Schrift im Schnee (Skrift i sne)
- 1969: Huset på grensen
- 1969: La ditt problem bli vårt problem
- 1969: Taxi (Fernsehserie)
- 1969: Olsen-Banden
- 1970: Olsenbanden og Dynamitt-Harry
- 1970: Operasjon V for vanvidd
- 1970: Die Deutschlandreise
- 1970: Himmel og helvete
- 1970: Selma Brøter
- 1970: Douglas
- 1971: Rødblått paradis
- 1972: Lukket avdeling